# Poulton (Cheshire)
Poulton is een civil parish in het bestuurlijke gebied Cheshire West and Chester, in het Engelse graafschap Cheshire met 92 inwoners.